# Liste der Gedenktafeln in Berlin-Alt-Hohenschönhausen
Die Liste der Gedenktafeln in Berlin-Alt-Hohenschönhausen enthält die Namen, Standorte und, soweit bekannt, das Datum der Enthüllung von Gedenktafeln.
Die Liste ist nicht vollständig.

## Alt-Hohenschönhausen
| Bild | Name                                 | Standort                      | Datum der Enthüllung                |
| ---- | ------------------------------------ | ----------------------------- | ----------------------------------- |
|      | Alt-Hohenschönhausen                 | Konrad-Wolf-Straße 104        |                                     |
|      | Viktor Aronstein                     | Werneuchener Straße 3         |                                     |
|      | Artur Becker                         | Degnerstraße ggü. 9           |                                     |
|      | Artur Becker                         | Degnerstraße ggü. 9           |                                     |
|      | Artur Becker                         | Dingelstädter Straße 48a      |                                     |
|      | Daimon-Museum                        | Hauptstraße 44                |                                     |
|      | Gedenkstätte Berlin-Hohenschönhausen | Freienwalder Straße 12        |                                     |
|      | Gedenkstätte Berlin-Hohenschönhausen | Freienwalder Straße 17        |                                     |
|      | Gedenkstätte Berlin-Hohenschönhausen | Freienwalder Straße 13        |                                     |
|      | Gedenkstätte Berlin-Hohenschönhausen | Genslerstraße 69              |                                     |
|      | Gedenkstätte Berlin-Hohenschönhausen | Bahnhofstraße 9               |                                     |
|      | Gedenkstätte Berlin-Hohenschönhausen | Genslerstraße 13              |                                     |
|      | Gedenkstätte Berlin-Hohenschönhausen | Genslerstraße 13              |                                     |
|      | Gedenkstätte Berlin-Hohenschönhausen | Genslerstraße 15              |                                     |
|      | Gedenkstätte Berlin-Hohenschönhausen | Freienwalder Straße 15        |                                     |
|      | Gedenkstätte Berlin-Hohenschönhausen | Freienwalder Straße 15        |                                     |
|      | Gedenkstätte Berlin-Hohenschönhausen | Freienwalder Straße 15        |                                     |
|      | Gedenkstätte Berlin-Hohenschönhausen | Genslerstraße 66              | Tafel wurde im Juni 2023 entwendet. |
|      | Gedenkstätte Berlin-Hohenschönhausen | Genslerstraße 66              | 17. Juni 2025                       |
|      | Gedenkstätte Berlin-Hohenschönhausen | Genslerstraße 66              |                                     |
|      | Kriegsopfer                          | Konrad-Wolf-Straße 31         |                                     |
|      | Hermann Prey                         | Manetstraße 54                |                                     |
|      | Christian Friedrich Scharnweber      | Hauptstraße 44                |                                     |
|      | Paul Schmidt                         | Hauptstraße 44                |                                     |
|      | Speziallager Nr. 3                   | Ferdinand-Schultze-Straße 125 |                                     |
|      | Synagoge Hohenschönhausen            | Konrad-Wolf-Straße 91         |                                     |